# Adelong
Adelong is een plaats in de Australische deelstaat New South Wales en telt 885 inwoners (2011).